# Mníchova Lehota
Mníchova Lehota (Hongaars: Barátszabadi) is een Slowaakse gemeente in de regio Trenčín, en maakt deel uit van het district Trenčín.
Mníchova Lehota telt 1.213 inwoners.